# Skwierzyna
Skwierzyna (niem. Schwerin an der Warthe) – miasto w zachodniej Polsce, w województwie lubuskim, w powiecie międzyrzeckim, siedziba gminy miejsko-wiejskiej Skwierzyna. Miasto jest położone na pograniczu Pojezierza Wielkopolskiego i Pradoliny Toruńsko-Eberswaldzkiej, przy ujściu rzeki Obry do Warty.
Według danych GUS z 31 grudnia 2023 r. Skwierzyna liczyła 9 078 mieszkańców.
Miasto królewskie lokowane w 1312 roku, należące do starostwa międzyrzeckiego, pod koniec XVI wieku leżało w powiecie poznańskim województwa poznańskiego, a następnie w powiecie międzychodzkim. Skwierzyna uzyskała prawo składu w 1589 roku.

## Położenie

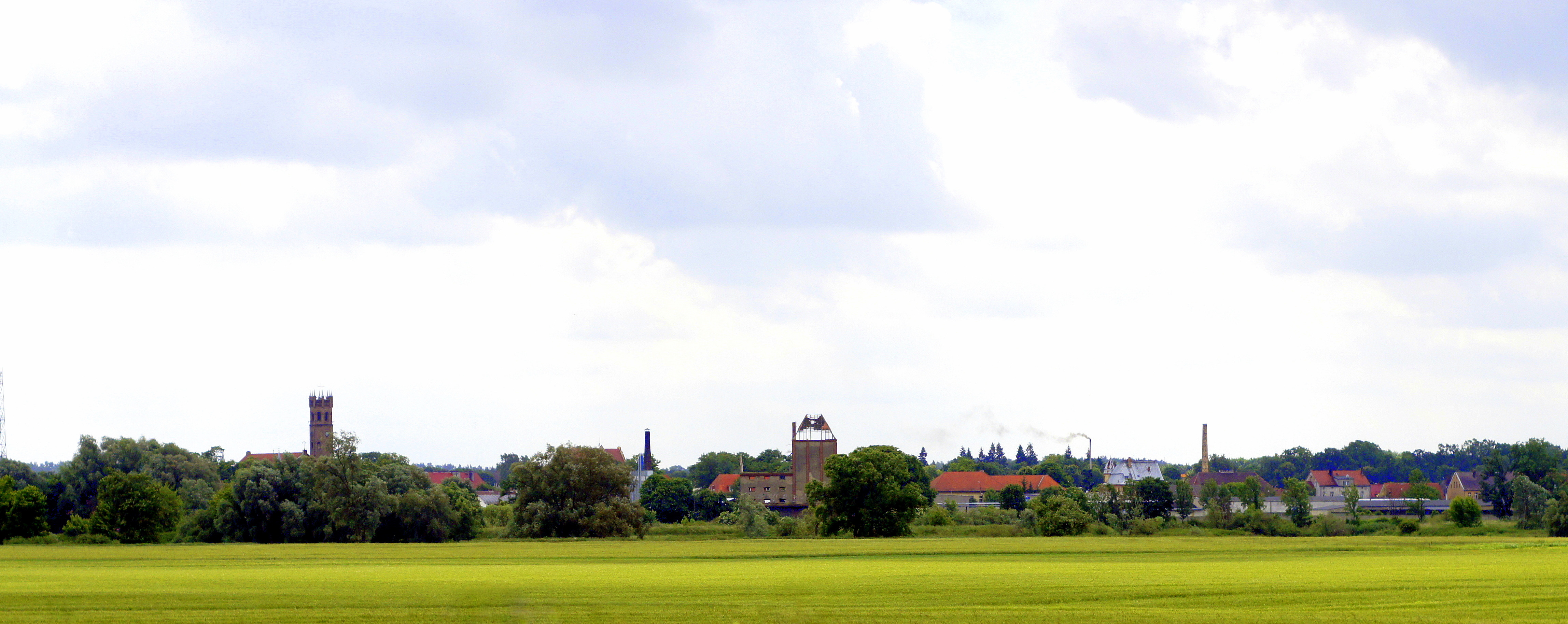

Skwierzyna osadzona w dolinie Warty znajduje się w obrębie Kotliny Gorzowskiej, natomiast południowa część Skwierzyny leży już w północno-zachodnim krańcu Pojezierza Poznańskiego. Położone przy ujściu rzeki Obry do Warty.
Według danych z 1 stycznia 2010 r. powierzchnia miasta wynosiła 35,89 km².
Obszary wiejskie gminy Skwierzyna rozciągają się na północ od miasta. Natomiast od południa i od południowego zachodu miasto graniczy z gminą Bledzew, a od wschodu graniczy z gminą Przytoczna.
Skwierzyna historycznie i kulturowo leży w Wielkopolsce. Od XIV wieku do 1793 r. miasto znajdowało się w województwie poznańskim. W latach 1848–1919 leżało w Prowincji Poznańskiej, potem do 1938 r. w Marchii Granicznej Poznańsko-Zachodniopruskiej. W latach 1950–1975 miasto administracyjnie należało do województwa zielonogórskiego. W latach 1975–1998 należało już do woj. gorzowskiego.

## Nazwa
Miejscowość pierwotnie związana była z Wielkopolską. Ma metrykę średniowieczną i istnieje co najmniej od XIV wieku. Nazwa notowana po polsku, po łacinie i po niemiecku. Wymieniona po raz pierwszy w dokumencie zapisanym po łacinie w 1423 jako „Zqueryn, Zwerin”, 1313 „Squerin, Squerim, Nova Squerin”, 1316 „Zweryn”, 1328 „Swerin”, 1390 „Swyryn”. W 1401 odnotowano nazwisko utworzone od miejscowości „Squirzinski, Skwirzinczski”. W 1406 „Skwirzyno”, 1421 „Squirzyna”, 1425 „Squirzina”, 1466 „Sqwyrzyna”, 1493 „Szkwyrzyna”, 1499 „Sqyrzyna”, 1501 „Quyrzyna”, 1508 „Squerzina”, 1510 „Squyrzyna”, 1513 „Swyrzyna”, 1522 „Swirzina”. Miejscowość notowano także w języku niemieckim ok. 1514-27 falsyfikat datowany na 1251 „Schweren”, w 1944 „Schwerin” 
Nazwę miejscowości w formie Skviszyna wymienia w Rocznikach Królestwa Polskiego spisanych w latach 1455–1480 polski kronikarz Jan Długosz. W 1945 używano przejściowo formy Skwierzyn, obecna nazwa została administracyjnie zatwierdzona 7 maja 1946.

## Historia
W historii miasta wybuchały pożary, które niszczyły zabudowania. Dzisiejszy kształt wielu zabudowań jest modyfikacją pierwotnej architektury.
Kalendarium:
- Około XII wieku – rozwinięcie się miasta z osady targowej
- przed 1296 – lokacja Skwierzyny na prawie niemieckim – być może przez księcia wielkopolskiego Przemysła II lub margrabiów brandenburskich[11]
- 1300–1319 – przynależność Skwierzyny do księstwa głogowskiego
- 1319–1326 – zagarnięcie miasta przez Brandenburgię
- 1326 – przywrócenie Skwierzyny do granic państwa polskiego przez Władysława Łokietka
- 1400 – na skutek pożaru całkowite zniszczenie miasta i utrata praw miejskich nadanych przez Przemysła II
- 1406 – wznowienie dokumentu lokacyjnego na prawie magdeburskim i przywilejów dla miasta przez Władysława Jagiełłę
- 1458 – w czasie wojny trzynastoletniej Skwierzyna wystawiła w 1458 roku 6 pieszych na odsiecz oblężonej polskiej załogi Zamku w Malborku[12].
- 1466 – sprzedanie Skwierzyny za długi przez Kazimierza Jagiellończyka
- 1509 – dostanie się miasta we władanie rodu Górków
- 1530 – uzyskanie przez miasto barw i herbu
- 1543 – nadanie Skwierzynie statusu miasta królewskiego
- 1793 – przejście miasta pod władanie Prusaków na skutek II rozbioru Polski

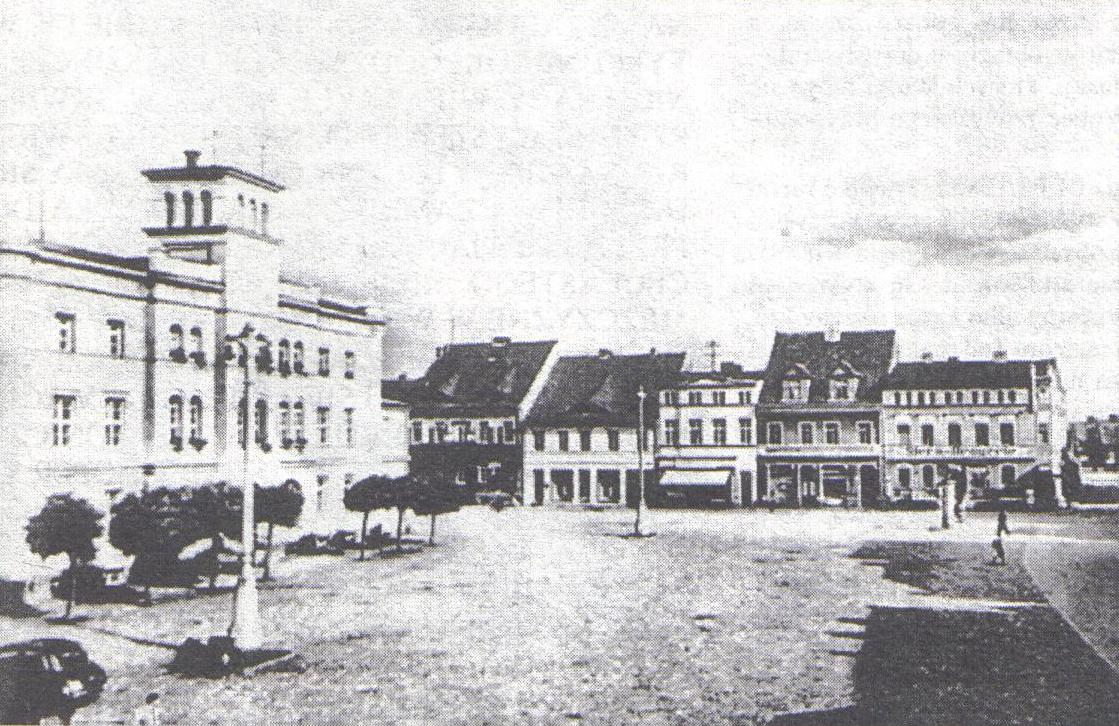
Rynek w Skwierzynie na pocz. XX wieku

- 1821 – dotkliwe zniszczenia na skutek pożaru miasta
- 1871 – władanie miastem przez Rzeszę Niemiecką
- 1937–1938 – powstanie koszar wojskowych na terenie miasta
- 1945 – powrót Skwierzyny do granic Polski; wysiedlenie niemieckiej ludności do Niemiec

## Demografia
Według danych z 31 grudnia 2023 r. miasto miało 9 078 mieszkańców.

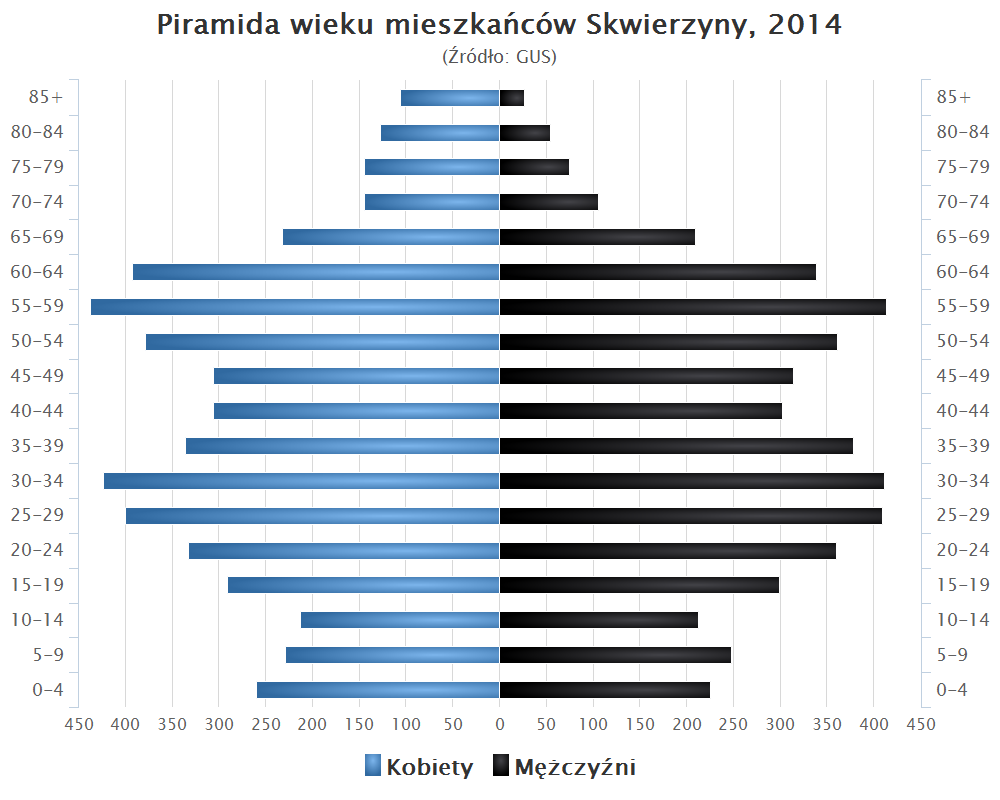
Piramida wieku mieszkańców Skwierzyny w 2014 roku

## Zabytki

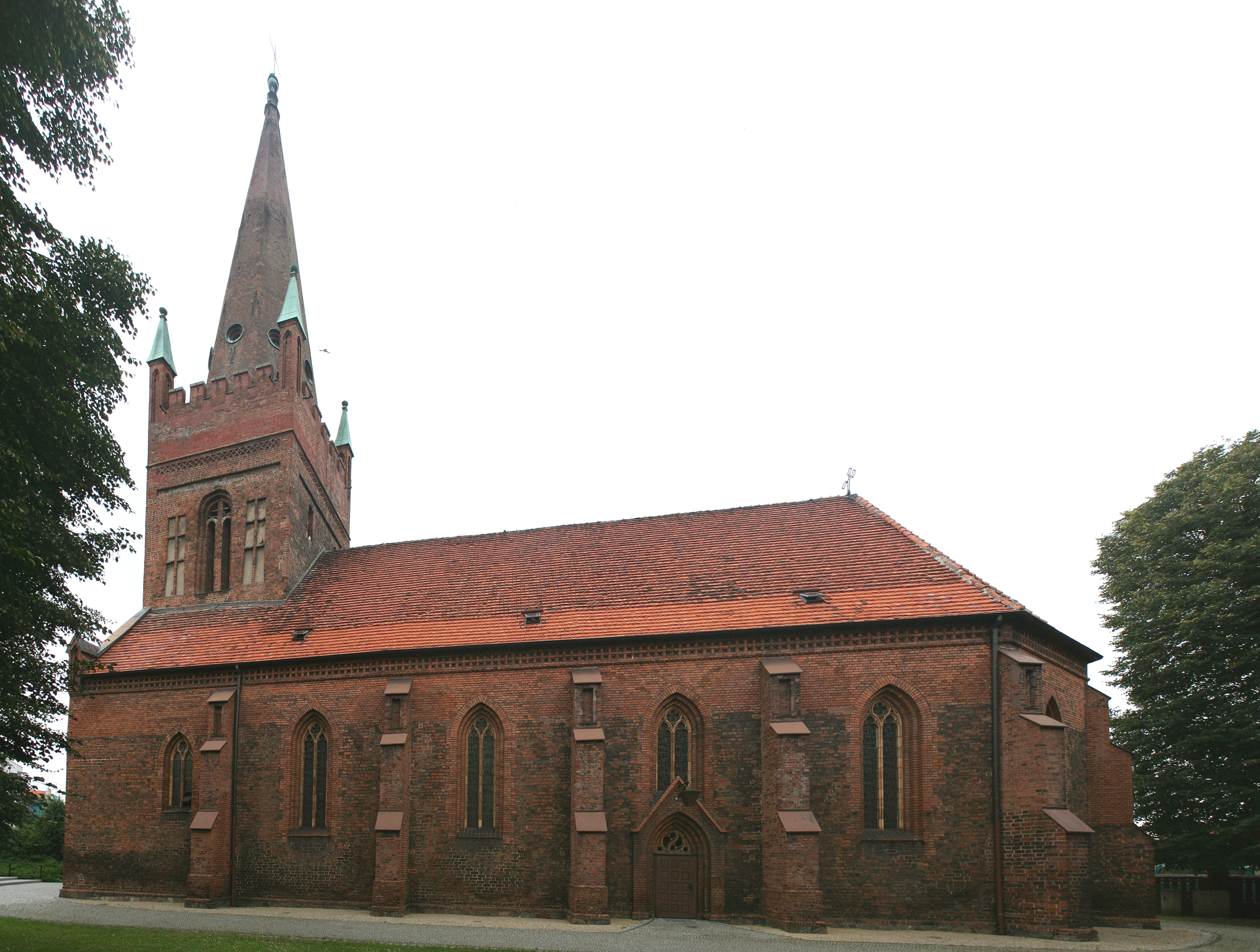
Kościół św. Mikołaja

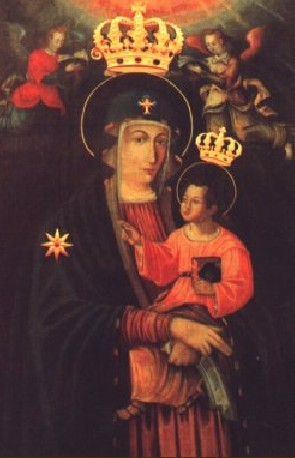
Obraz Matki Boskiej Klewańskiej

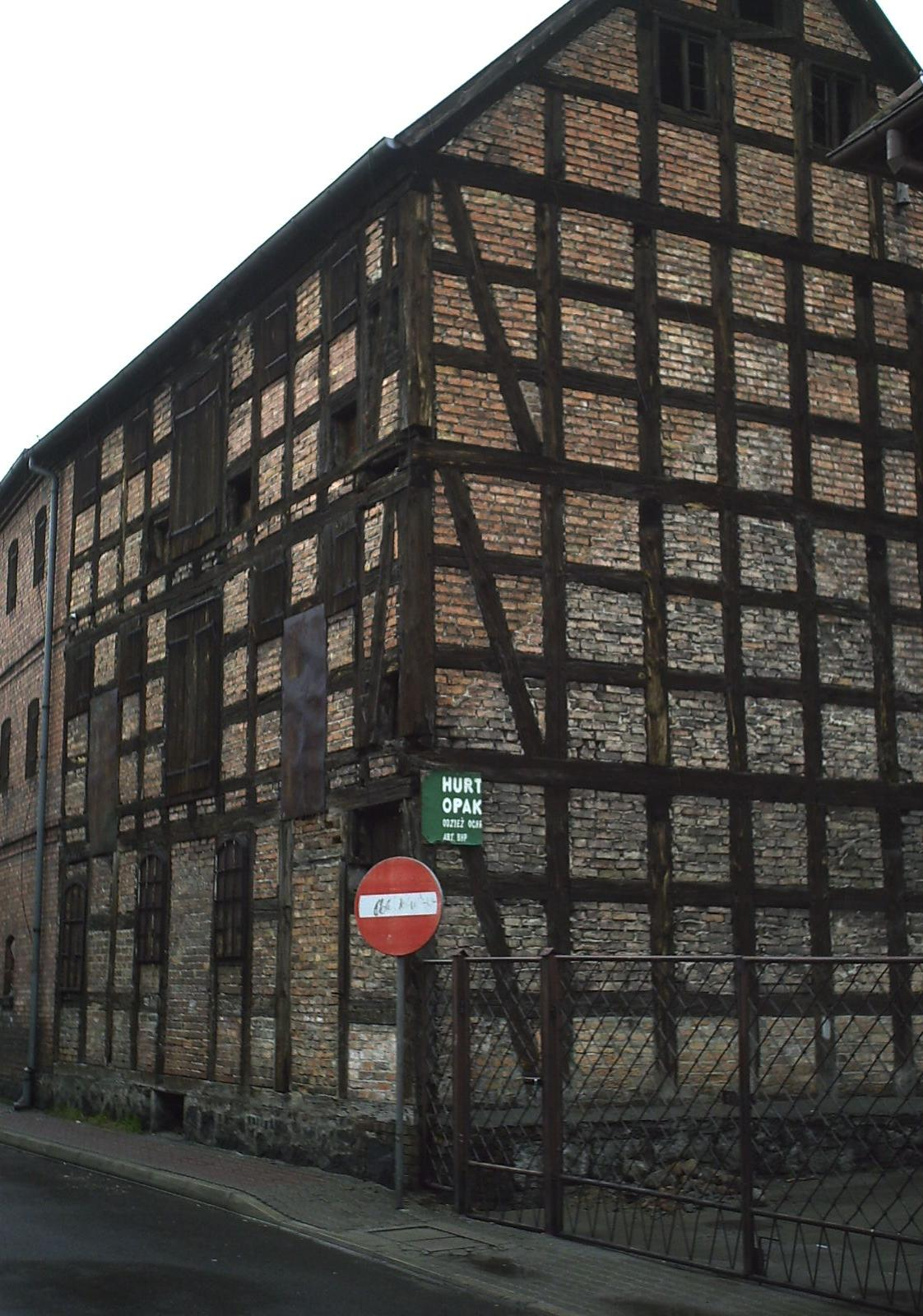
Spichlerz

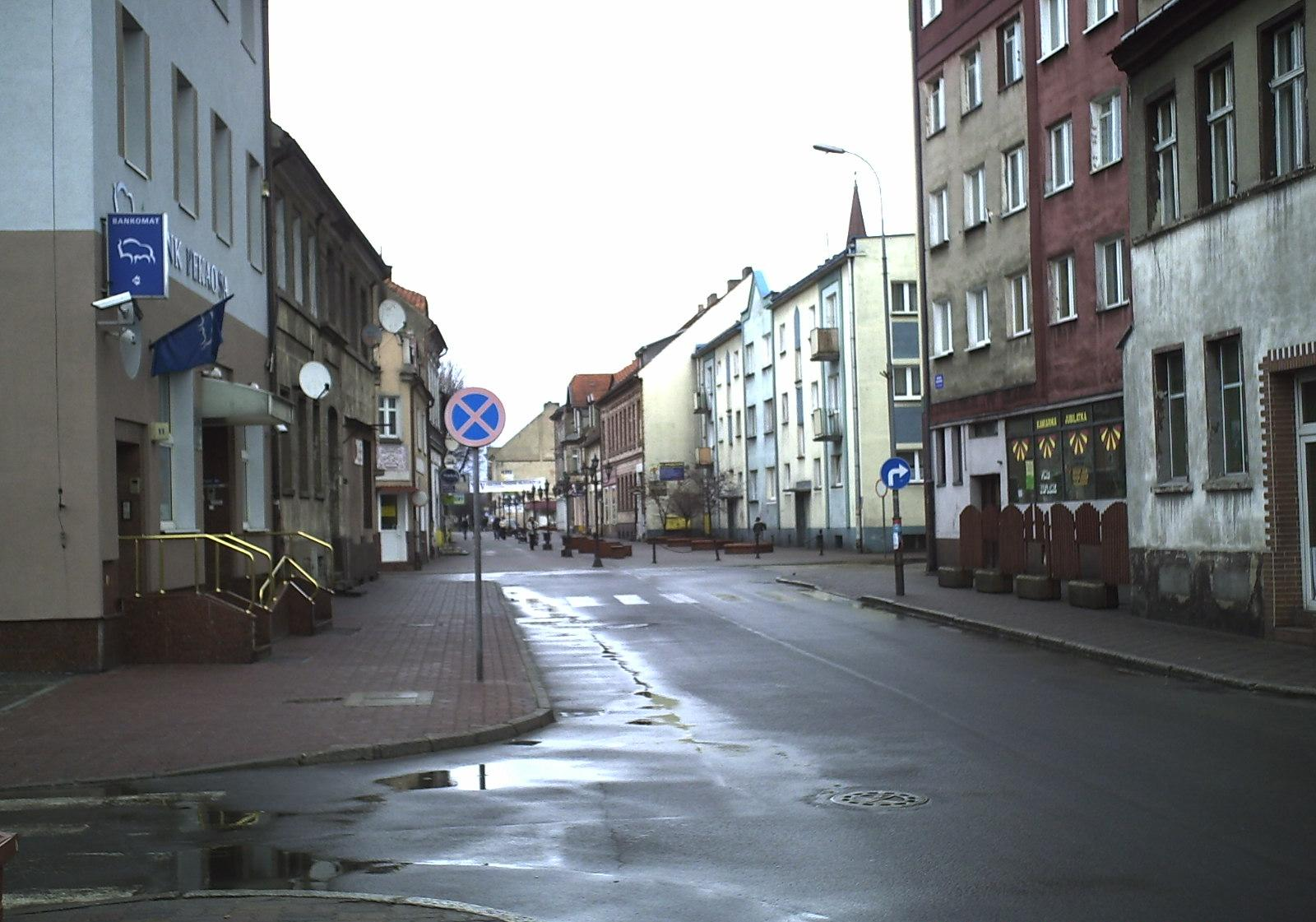
Skwierzyński „deptak”

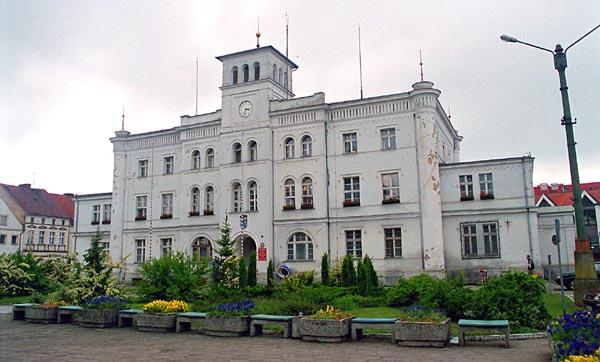
Ratusz skwierzyński

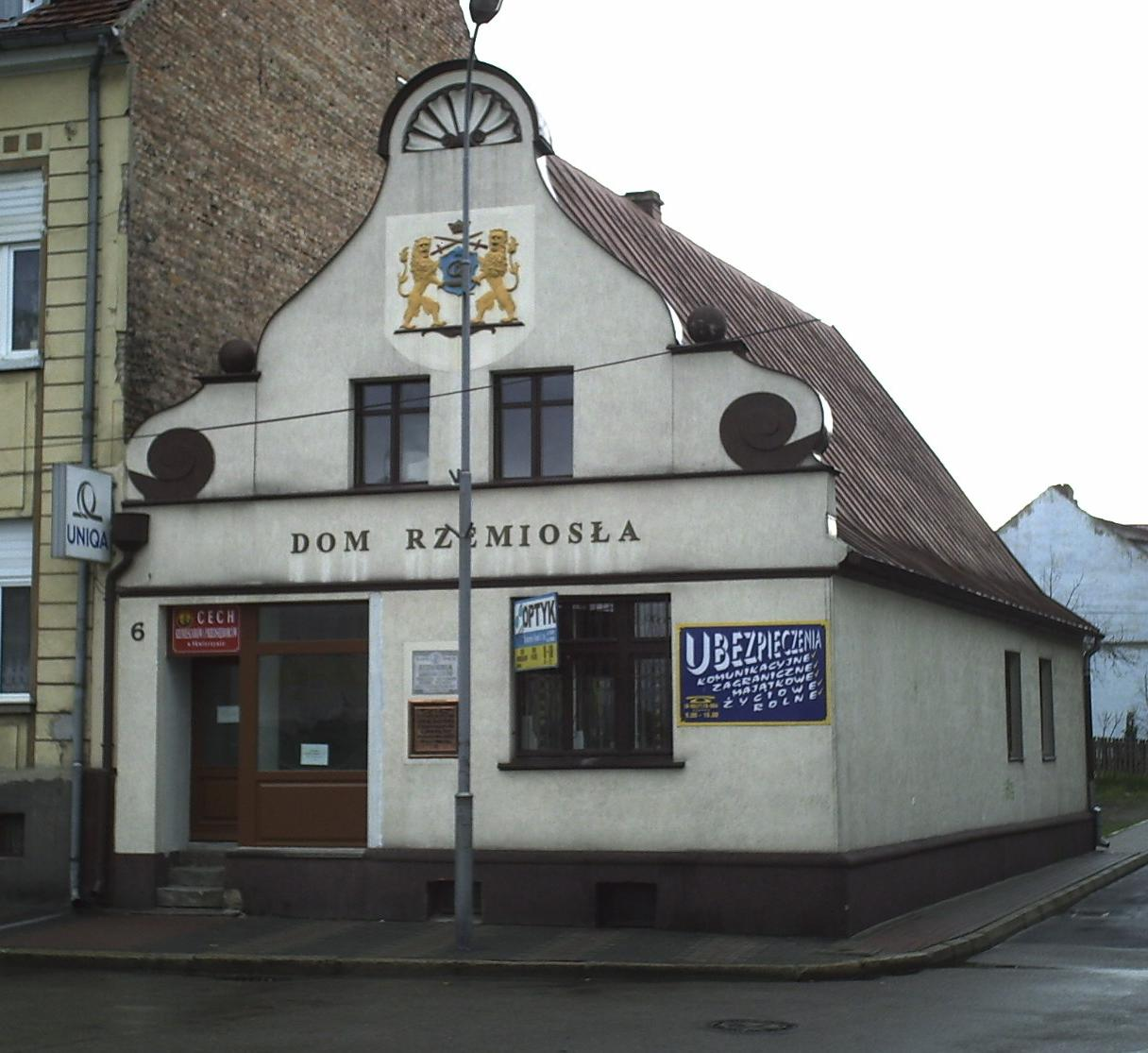
Dom Rzemiosła

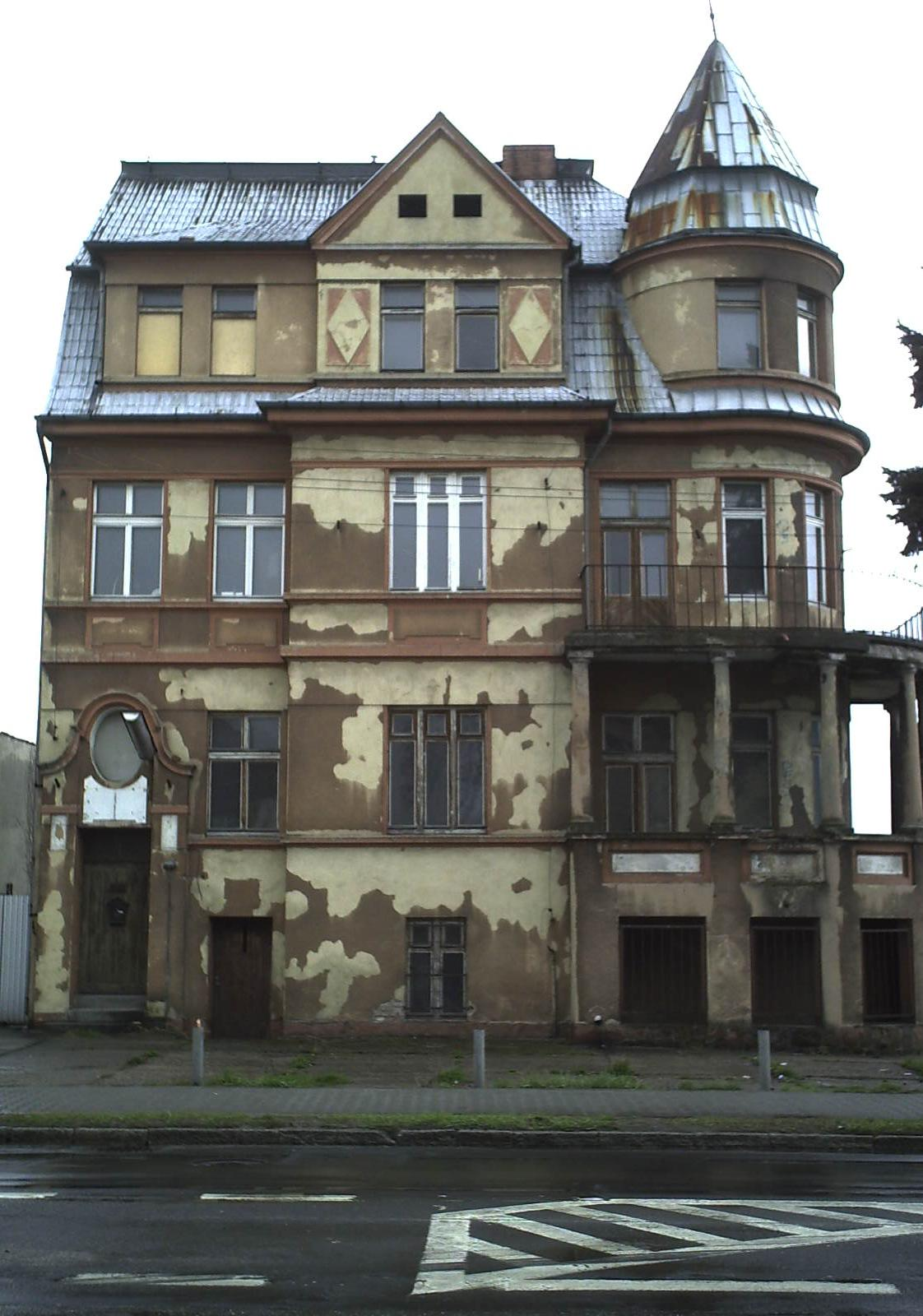
Willa fabrykancka

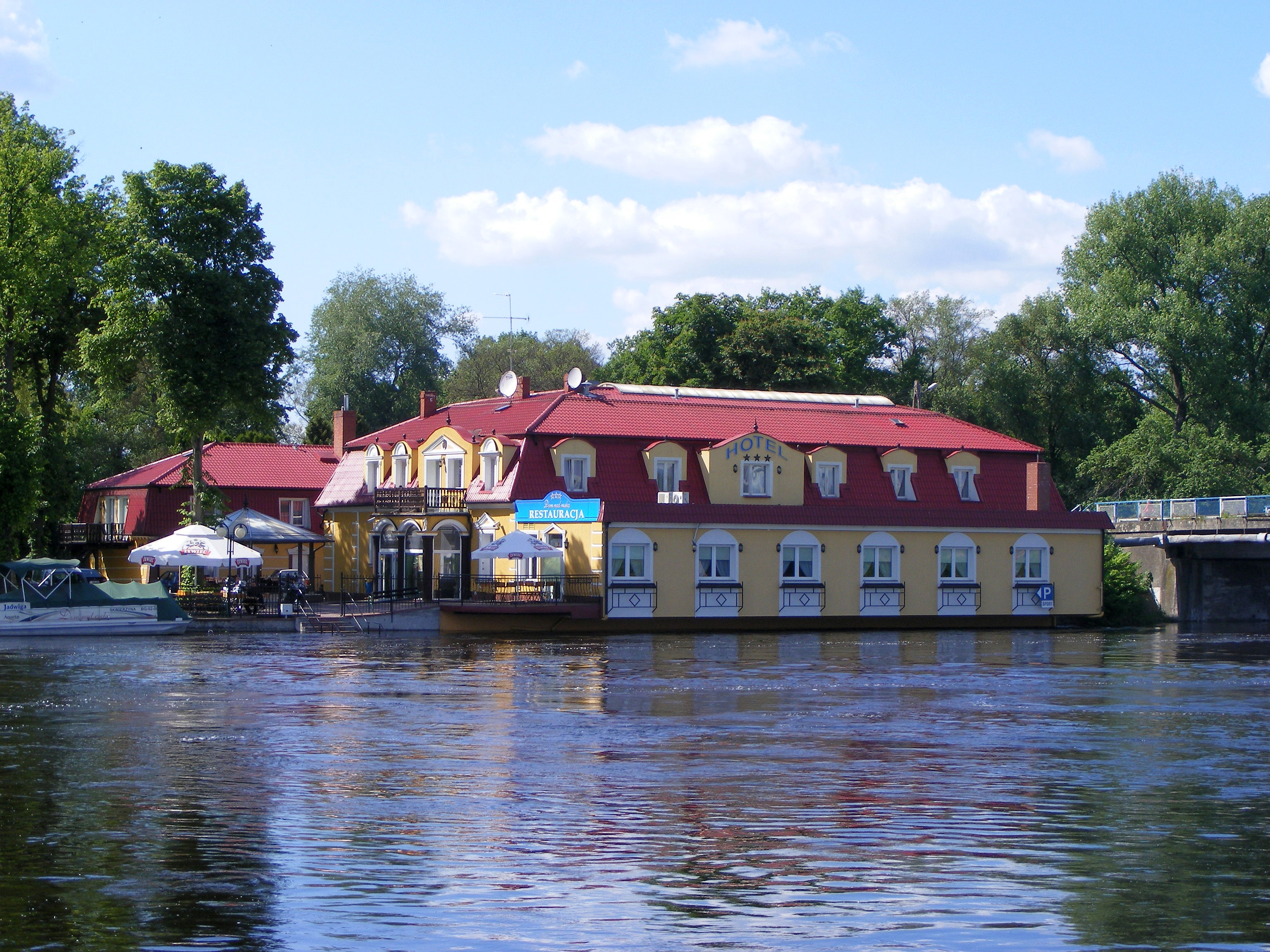
„Dom nad Rzeką” w czasie fali powodziowej w 2010 roku

Do wojewódzkiego rejestru zabytków wpisane są:
- układ urbanistyczny
- kościół parafialny pod wezwaniem św. Mikołaja, wybudowany w stylu późnogotyckim w XV wieku, gruntownie przebudowany w latach 1861–1863; trójnawowa świątynia halowa. W kościele znajduje się m.in. obraz Matki Boskiej Klewańskiej
- obraz Matki Boskiej Klewańskiej z Klewania na Wołyniu od XVII wieku słynął z cudów, co zostało nawet protokolarnie potwierdzone przez notariusza apostolskiego Baptista de Rubeis. W 1945 roku, kiedy jasne stało się, iż polscy mieszkańcy Klewania zostaną wywiezieni na zachód przez Armię Czerwoną, jedna z mieszkanek, Stanisława Basaj wywiozła obraz ze sobą. 6 czerwca 1945 roku cudowny obraz znalazł się w Skwierzynie. Do 1950 roku ukrywano płótno na plebanii św. Mikołaja, a w 1951 roku umieszczono je w prowizorycznym ołtarzu w kaplicy pod chórem. W 1968 roku znalazł się w głównym ołtarzu, a uroczystej intronizacji dokonano 23 maja 1992 roku

- srebrna trumienka z XVII wieku, ręcznej roboty, zawierająca relikwie św. Bonifacego Męczennika. Znalazła się w Skwierzynie wraz z mieszkańcami Klewania. Jednak wkrótce potem kuria biskupia rozkazała przenieść ją do Gorzowa
- kościół ewangelicki, obecnie rzymskokatolicki filialny pod wezwaniem Świętego Zbawiciela, jest to dawny zbór protestancki, zbudowany w latach 1847–1854. Przedtem funkcjonowała niewielka świątynia protestancka wybudowana z drewna w XVII wieku, nieposiadająca wieży, tynku, wyposażona tylko w niewielkie okna. Znajdowała się ona przy dzisiejszej ulicy Jagiełły. Nowy kościół zbudowano w stylu neoromańskim. Służył on ewangelikom do II wojny światowej, potem nadano mu nazwę Świętego Krzyża i służył żołnierzom skwierzyńskiego garnizonu. W 1958 roku zlikwidowano parafię wojskową, a kościół otrzymał wezwanie Świętego Zbawiciela. Lata 1952 i 1966 to daty gruntownych prac remontowych w kościele, a 1982 rok to umieszczenie w świątyni obrazu Matki Boskiej Częstochowskiej, namalowanego przez Ludwika Konarzewskiego – juniora z Istebnej, ul. 2 Lutego

- cmentarz żydowski, ul. Międzyrzecka, z początku XIX wieku, jest jednym z największych kirkutów w województwie lubuskim, a znajdujące się tam nagrobki (macewy) stanowią jedne z najcenniejszych zabytków Skwierzyny. Cmentarz zajmuje powierzchnię ok. 2,23 ha, znajduje się na nim 247 macew. Najstarsze zachowane nagrobki pochodzą z początków XVIII w., choć cmentarz istniał prawdopodobnie od XV w. Cmentarz funkcjonował do lat 30. XX w. i jako jeden z nielicznych nie został zdewastowany w czasie II wojny światowej. Dopiero w latach 70. miejscowe władze zaczęły „porządkowanie” terenu cmentarza, które miało doprowadzić do jego całkowitej likwidacji. Próby renowacji cmentarza podjęto w 1992 r., nie było jednak wtedy na to środków. Dopiero wsparcie kilku instytucji charytatywnych umożliwiło odbudowanie cmentarza, w 2002 r. Już rok później cmentarz został ponownie zdewastowany przez nieznanych sprawców, a na jego powtórną renowację brakuje pieniędzy

- dom, Rynek 25, wybudowany w XVIII wieku
- spichlerz szachulcowy, z początku XIX wieku, trójkondygnacyjny budynek znajduje się przy ulicy B. Prusa 1. Niewiele wiadomo o jego budowniczych, jako że budowle gospodarcze nie posiadały rozbudowanej dokumentacji.

inne zabytki:
- kamienice przy ulicy Marszałka Piłsudskiego. Ulica Piłsudskiego nazywana jest potocznie „deptakiem”. Większość budynków znajdujących się przy niej datowanych jest na lata 20./30. XIX wieku. Większość poprzednich zabudowań spłonęła w pożarze miasta z 1821 roku. Ogień strawił wówczas południowe i wschodnie dzielnice miasta. Ulica ta zmieniała bardzo często nazwy: XVIII w. – Richtstrasse, XIX-I poł. XX w. – Poststrasse, lata 30 i 40 XX w. – Adolf Hitlerstrasse, od 1945 r. – Marszałka Stalina, od 1948 r. – Obrońców Stalingradu, od 1956 r. – Marszałka Żymierskiego (nieoficjalnie), od 1992 r. – Marszałka Piłsudskiego. W latach 70. XIX wieku wraz z Rynkiem, dzisiejsza ulica Piłsudskiego oświetlona była jako jedyna w mieście przez lampy naftowe osadzone na ścianach kamienic przy pomocy żelaznych ramion. 1907 r. przyniósł oświetlenie elektryczne i chodniki, za burmistrza Hugo Scholza
- ratusz skwierzyński, mieszczący się pod adresem Rynek 1, pochodzi z pierwszych lat XIX wieku. Budynek pochodzący z XVI wieku spłonął w wielkim pożarze, który strawił większą część miasta (miał on wybuchnąć w dniu św. Mateusza). Budynek szybko odbudowano, jednak 80 lat później przeprowadzono prace modernizacyjne polegające na pokryciu go nowym dachem i odmalowaniu. Jednak 72 lata później ratusz został rozebrany, a na jego miejscu wybudowano nowy budynek, który został oddany do użytku 15 października 1841 roku. Przypuszcza się, że ratusz zaprojektował jeden z najsłynniejszych architektów niemieckich, zamieszkały w Berlinie, Friedrich August Stüler[15]. Budynek ratusza jest neorenesansowy. Od 1888 był on siedzibą powiatu skwierzyńskiego, urzędu stanu cywilnego, sądu okręgowego, komisarza policji, urzędu celnego i nadleśnictwa królewskiego. Po wkroczeniu do miasta Rosjan w 1945 roku, żołnierze urządzili w nim magazyn, toteż ratusz uniknął płomieni. Od 1975 roku stał się siedzibą Urzędu Miasta i Gminy, a od 1990 – miejscem urzędowania burmistrza. Wewnątrz zachowało się tylko kilka zabytkowych sztuk mebli: kredens, zegar, biurko, biblioteczka. Są to elementy w stylu klasycystycznym, pochodzące z lat 30. XIX wieku

- budynek Cechu Rzemiosł, znajduje się przy ulicy Rynek 6, w bezpośrednim sąsiedztwie ratusza. Kamienica została zbudowana w 1856 roku, ufundował ją bogaty kupiec niemiecki, który jednak w 1910 roku sprzedał budynek zegarmistrzowi. Później kupił ją piekarz, który założył w budynku piekarnię i sklep. W latach 1945–1979 mieściła się tam Powszechna Spółdzielnia Spożywców „Społem”. Od 1980 znajduje się tam biuro Cechu Rzemiosł, a w 2001 odnowiono elewację kamienicy
- budynek Poczty, znajduje się przy ulicy 2 Lutego. Zbudowano go w 1888 roku, za burmistrza Hugo Müllera. Jak przystało na niemieckie budynki użyteczności publicznej, wybudowany jest w stylu neogotyckim. W 1945 roku w budynku miał miejsce wewnętrzny pożar, dlatego siedzibę poczty przeniesiono do sąsiedniej kamienicy. Urząd pocztowy powrócił do swej dawnej siedziby w 1950 roku
- budynek Nadleśnictwa, znajduje się przy ulicy 2 Lutego. Zbudowany najprawdopodobniej na przełomie XIX i XX wieku. Budowniczowie i projektanci są do dzisiaj nieznani. Przed nim znajduje się niewielki ogród dendrologiczny, będący jednocześnie początkiem tzw. Szlaku Bobrów na Obrze
- Dom Pomocy Społecznej, umiejscowiony przy ulicy Batorego 15. Zbudowany pod koniec XIX wieku, pierwotnie znajdował się poza granicami miasta. Nieopodal mieściła się ewangelicka szkoła powszechna (powstała w 1896 roku), być może w dzisiejszym Domu Pomocy Społecznej zamieszkiwał jej dyrektor. Po 1945 roku była to przychodnia, a później żłobek. Od 1995 roku znajduje się w nim Dom Pomocy Społecznej, a od 1998 także „Uniwersytet III Wieku”
- willa przy ul. 2 Lutego, budynek ten to willa fabrykanta, zbudowana prawdopodobnie w 1910 roku przez Augusta Klemmanna. Był on mistrzem murarskim i ciesielskim, którego stać było na wybudowanie kamienicy w stylu modernistycznym ze stylowymi zapożyczeniami. W sąsiedztwie znajdował się tartak, będący także własnością Klemmanna, stąd willa pełniła funkcje i mieszkalne i administracyjne. Po wojnie mieściła komitet partyjny i milicję, a potem przychodnię
- „Dom nad Rzeką”, znajduje się przy ulicy Mostowej, jak sama nazwa wskazuje, zaraz przy moście na Warcie. Najprawdopodobniej powstał w latach 20. lub 30. XX wieku i służył mieszkańcom Skwierzyny jako obiekt rozrywkowy nazywany Strandschlossen. Znajdowały się tam hotel, restauracja, kawiarnia. Po wojnie przejęły go Skwierzyńskie Fabryki Mebli i odtąd nazywano go „Drzewiarzem”. Od 1981 roku funkcjonowało tam przyzakładowe przedszkole. W 1997 odkupił budynek od władz miasta miejscowy biznesmen Kazimierz Witek, który przywrócił mu funkcje hotelowo-rekreacyjne. Założył tam hotel-restaurację „Dom nad Rzeką”. Obecnie (wrzesień 2024) kompleks wystawiony jest na sprzedaż m.in. w serwisie Otodom.
- synagoga.

## Muzea
Na terenie miasta przy ulicy Rzeźnickiej 1 znajduje się Muzeum Militariów Atena, posiadające wiele sprawnych pojazdów wojskowych oraz innych eksponatów powiązanych z wojskowością.
Przy ulicy Gorzowskiej 17a działa, założona w 1980 roku, Izba Pamięci Drogownictwa poświęcona historii drogownictwa.

## Komunikacja

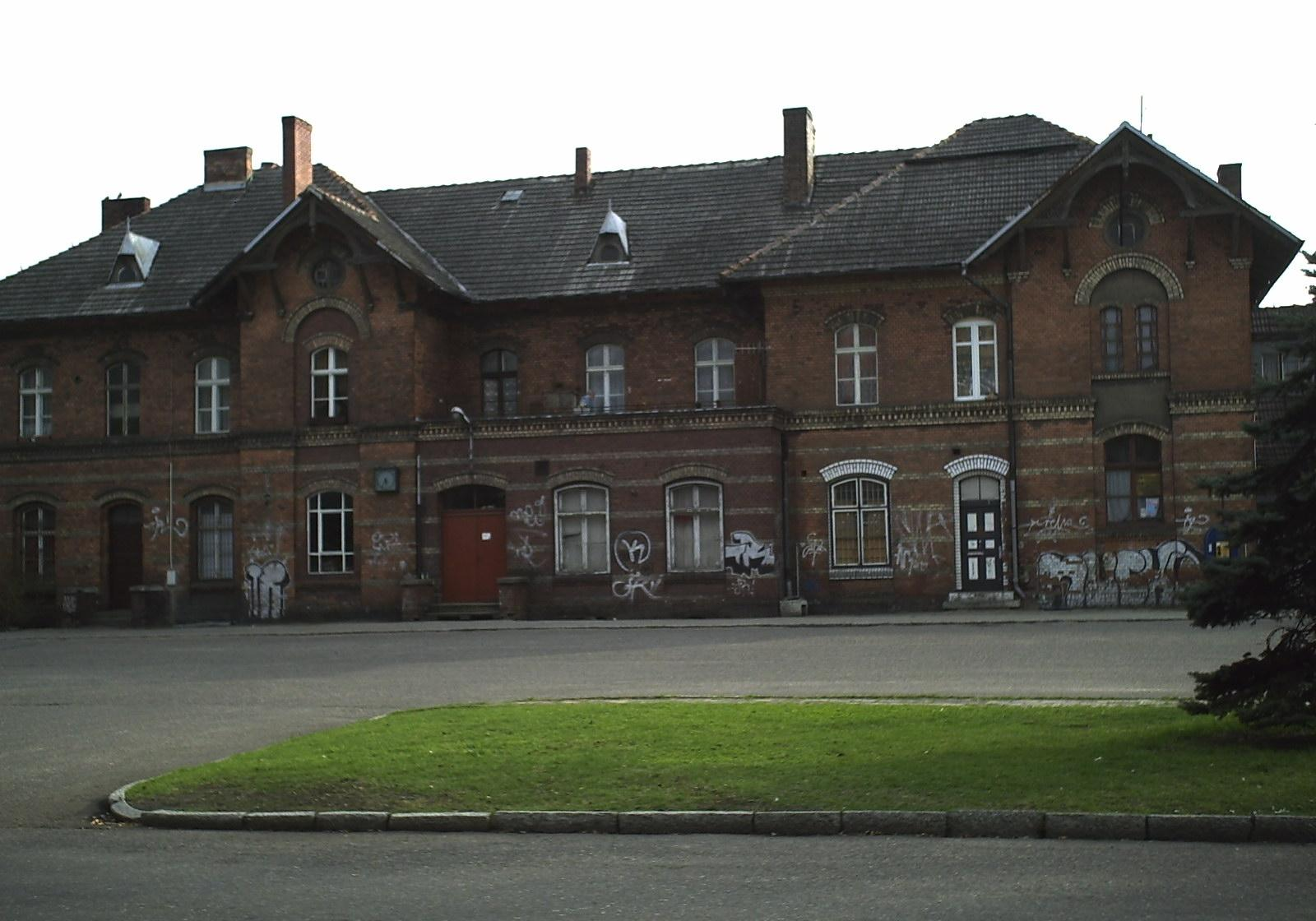
Budynek stacji kolejowej

Przez zachodnie krańce miasta przebiega droga ekspresowa S3 (trasa międzynarodowa E65). Południową obwodnicę miasta stanowi droga krajowa nr 24.
Skwierzyna posiada połączenie kolejowe, na którym poruszają się autobusy szynowe relacji Zielona Góra – Zbąszynek – Gorzów Wielkopolski.

## Edukacja
- Zespół Edukacyjny w Skwierzynie

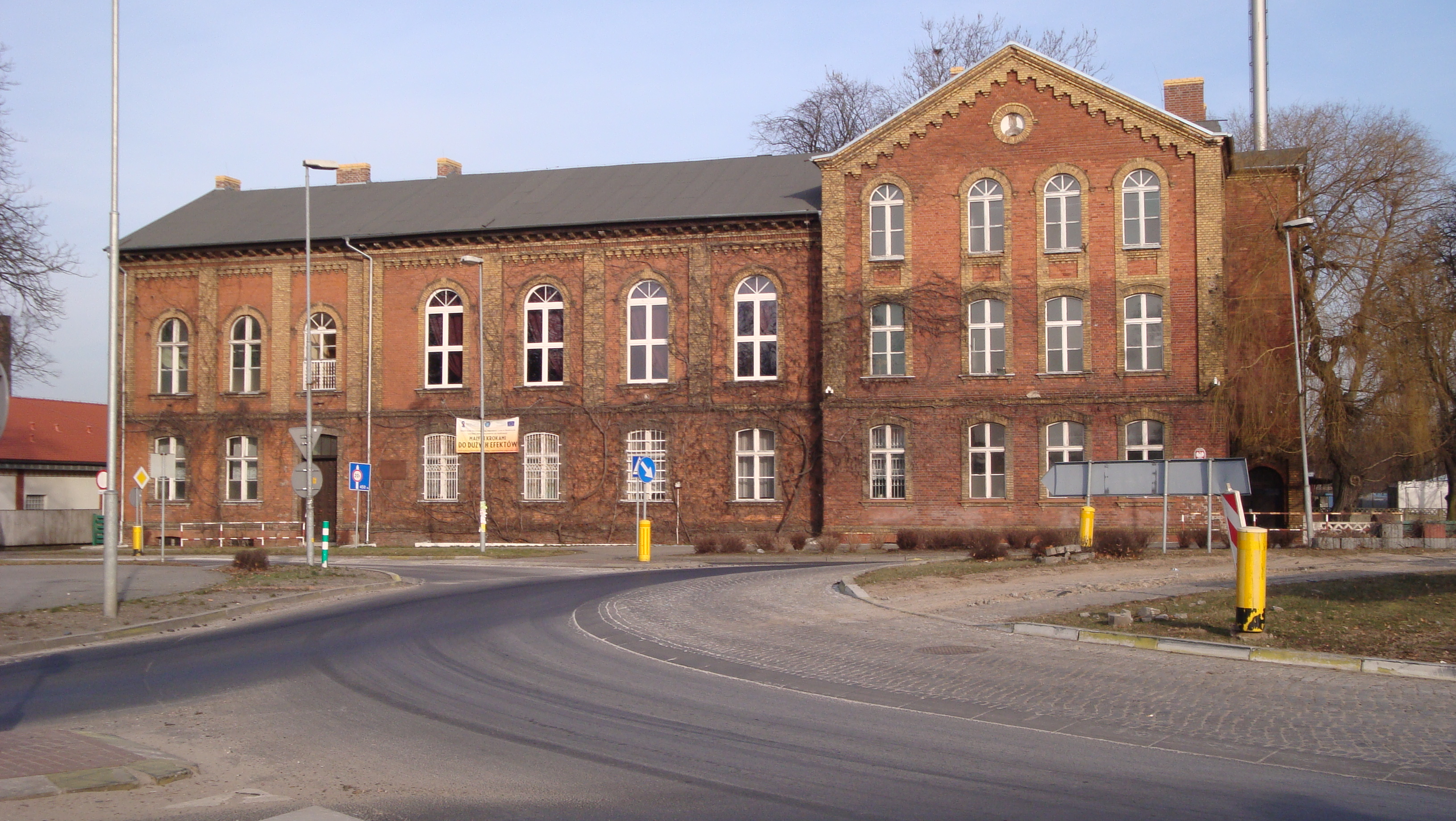
Zespół Szkół Technicznych im. Stanisława Lema

  - Szkoła Podstawowa im. Kornela Makuszyńskiego
  - Przedszkole Integracyjne „Gromadka Misia Uszatka”
- Szkoła Podstawowa w Murzynowie
- Gimnazjum im. Władysława Jagiełły
- Zespół Szkół Technicznych im. Stanisława Lema
  - Technikum
  - Branżowa Szkoła I Stopnia
  - Centrum Kształcenia Praktycznego
  - Liceum dla Dorosłych
  - Szkoła Policealna
- Zespół Szkół Ogólnokształcących w Skwierzynie
  - Liceum Ogólnokształcące im. Ireny Sendler

## Kultura
W mieście, jak i sąsiednich miejscowościach należących do gminy, odbywają się corocznie imprezy, które są istotnym wydarzeniem w życiu mieszkańców.
Lista wydarzeń kulturalnych odbywających się cyklicznie w Skwierzynie:
- Uroczyste Obchody Święta Konstytucji 3 maja;
- Noc Świętojańska – noc z 23/24 czerwca, połączona z zabawą taneczną i pokazem fajerwerków;
- Obchody Dni Skwierzyny – organizowane od 1995 roku, odbywają się w czerwcu dla upamiętnienia uzyskania praw miejskich, połączone z szeregiem imprez kulturowych, sportowych i towarzyskich;
- Gminne Dożynki – impreza, która rozpoczyna się w sierpniu;
- Święto Podgrzybka – odbywające się jesienią, najczęściej w październiku, jako ukoronowanie pomyślnych zbiorów grzybiarzy;
- Uroczyste Obchody Odzyskania Niepodległości;
- Rocznica sformowania Jednostki Wojskowej[17].

## Pomniki
12 czerwca 2015 roku, w 70. rocznicę powrotu Skwierzyny do Macierzy i utworzenia polskiej administracji państwowej w Skwierzynie, na ścianie frontowej skwierzyńskiego ratusza zawieszono tablicę pamiątkową o treści:

70. rocznica powrotu do Macierzy i ogromnego wysiłku społeczeństwa na rzecz powołania i kształtowania administracji państwowej na Ziemi Skwierzyńskiej. Skwierzyna 1945 – 2015.

24 marca 2017 roku, w 70. rocznicę tragicznej śmierci żołnierza, który zginął podczas obrony miasta przed powodzią odbyła się uroczystość odsłonięcia pomnika upamiętniającego st. sap. Edwarda Andrechowskiego.
7 września 2018 roku, z okazji 100. rocznicy odzyskania niepodległości przez Polskę, w południowej części parku Konstytucji 3 Maja odsłonięto pomnik w hołdzie poległym powstańcom wielkopolskim oraz ofiarom obozu gestapo, który funkcjonował w Skwierzynie od 7 września 1939 do marca 1940.
27 marca 2024 roku, w 59 rocznicę tragicznego wypadku autokarowego, w którym zginęło 15 osób odsłonięto kamień i tablicę przypominającą o tym dramatycznym wydarzeniu. W uroczystości uczestniczyli ci, którzy w październikową noc 1965 r. byli na miejscu i pomagali ofiarom wypadku.

## Wspólnoty wyznaniowe

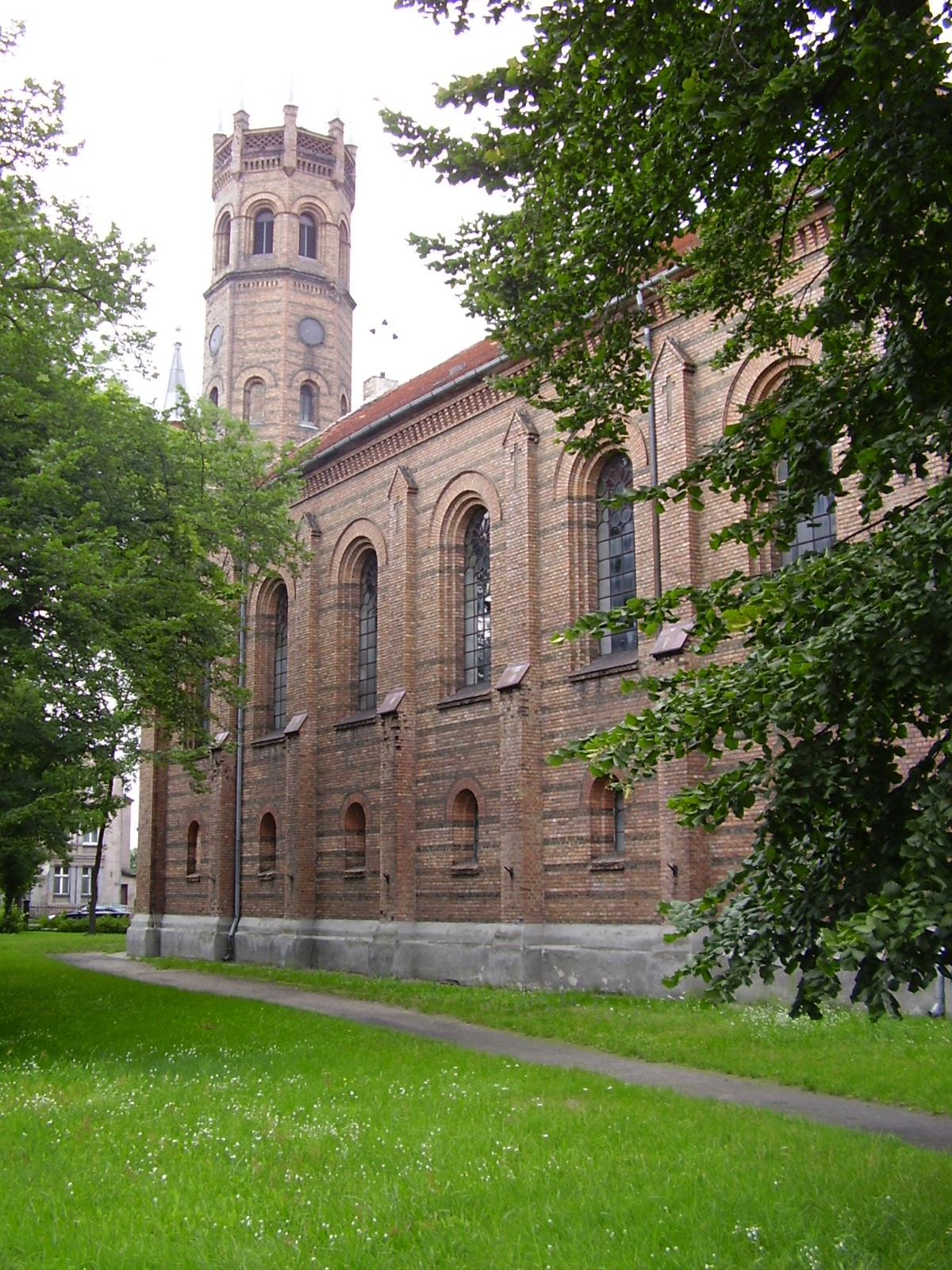
Kościół pw. Św. Zbawiciela

Na terenie Skwierzyny działalność religijną prowadzą następujące Kościoły i związki wyznaniowe:
- Kościół rzymskokatolicki:
  - parafia św. Mikołaja Biskupa[24]
- Kościół greckokatolicki:
  - parafia św. Włodzimierza i Olgi[25]
- Chrześcijańska Wspólnota Ewangeliczna:
  - placówka misyjna w Skwierzynie[26]
- Świadkowie Jehowy:
  - zbór Skwierzyna (Sala Królestwa ul. Nad Obrą 10)[27].

## Sport
Od 1946 roku w Skwierzynie funkcjonuje klub piłkarski Skwierzyński Klub Sportowy „Pogoń” Skwierzyna. Drużyna domowe mecze rozgrywa na Stadionie Miejskim przy ul. Sportowej 1.
Od 2015 roku, w każdą czwartą niedzielę października organizowany jest Woodwaste półmaraton o Złotego Lwa Skwierzyny.

## Turystyka

### Szlaki rowerowe
- 17,4 km międzygminny Skwierzyna – Lipki Wielkie

trasa: Skwierzyna Rynek – Skwierzyna Gaj – Jezierce – Lipki Wielkie;
- ok. 80 km ponadregionalny Lubiatów – Krasne Dłusko

trasa: Drezdenko – Lubiatów – Wiejce – Krobielewko – Skrzynica – Nowy Dwór – Świniary – Skwierzyna Gaj – Skwierzyna – Krasne Dłusko – Przytoczna – Rokitno – Lubikowo – Stołuń – Szarcz (na terenie Gminy Skwierzyna długość szlaku wynosi 34,6 km);
- 30,2 km ponadregionalny Warcin – Zamyślin

trasa: Warcin – Gościnowo – Dobrojewo – Jezierce – Krobielewko – Wiejce – Zamyślin;
- 24,8 km euroregionalny Santok – Chełmsko

trasa: Gościnowo (Osetnica) – Warcin – Murzynowo – Kijewice – Skwierzyna Gaj – Skwierzyna Rynek – Mała Skwierzynka – Chełmsko;
- 6 km międzygminny Skwierzyna Dworzec PKP – Lisia Góra (Gmina Bledzew);
- 14,3 km międzygminny Skwierzyna – Kolonia Brzozowiec

trasa: Skwierzyna Rynek – Rakowo – Kolonia Brzozowiec;
- 14 km leśna ścieżka dydaktyczna „Szlakiem bobrów”.

### Szlaki piesze
- 15,9 km Skwierzyna – Bledzew

trasa przechodzi przez Stary Dworek – Leśniczówkę, biegnie wzdłuż Obry, obok ruin bunkrów z czasów II wojny światowej i ciągu stawów hodowlanych, i od strony północnej dociera do Bledzewa.

### TrasyNordic walking
15 października 2012 kosztem ok. 97 tys. zł oddano do użytku 4 trasy Nordic walking:
- – Skwierzynianka o długości 4,5 km
- – Obrzanka o długości 8 km
- – Warcianka o długości 5,5 km
- Różanka:
  -  – trasa długa o długości 10,7 km
  -  – trasa krótka o długości 7,7 km

Projekt „Budowa szlaków nordic walking i promocja aktywnej turystyki w Gminie Skwierzyna” zrealizowany został dzięki współfinansowaniu pozyskanemu z Lokalnej Grupy Rybackiej „Pojezierze Dobiegniewskie”.
Wizualizacja tras dostępna jest na miejskiej stronie internetowej.

### Szlaki wodne
- Lubuski Szlak Wodny: Sława Wielkopolska – Santok – dł. 220 km (10 dni)

Trasa:
rzeki: Obrzyca, Obra, Warta
miejscowości: Wilcze – Kargowa – Zbąszyń – Trzciel – Międzyrzecz – Bledzew – Skwierzyna – Santok;
- Spływ Wartą – dł. ok. 137 km

Międzychód – Skwierzyna – Santok – Gorzów Wlkp. – Kostrzyn nad Odrą;
- Spływ Obrą
  - wariant krótszy 143 km: Trzciel – Międzyrzecz – Gorzyca – Bledzew – Skwierzyna – Santok
  - wariant dłuższy ok. 180 km: Kopanica – Zbąszyń – Trzciel – Międzyrzecz – Gorzyca – Bledzew – Stary Dworek – Skwierzyna[36].

## Miasta partnerskie
- Bernau bei Berlin (Niemcy) – od roku 1979 Skwierzyna jest związana umową o partnerskiej współpracy; odnowienie umowy nastąpiło w roku 1996. Celem współpracy jest wymiana doświadczeń w sferze kulturalnej, turystycznej i sportowej.
- Briańsk (Rosja) – w roku 1999 zawarto akt partnerski i porozumienie o współpracy regionalnej. Strony zobowiązały się do współpracy ekonomicznej kulturalnej, sportowej i turystycznej. 1 marca 2022, w związku z napaścią Rosji na Ukrainę, została zerwana umowa współpracy[37].
- Międzychód (Polska)
- Klewań (Ukraina)
- Fredersdorf-Vogelsdorf (Niemcy) – 12 października 2013 podpisano umowę o partnerstwie[38].